# Ellos son, Los Violadores
Ellos son, Los Violadores es un documental musical argentino, dirigido por Juan Rigirozzi. El mismo cuenta la trayectoria de la banda punk rock, llamada Los Violadores; agrupación pionera de este género musical de éxito masivo en toda Latinoamérica, a comienzos de los años 1980. El film, cuenta con testimonios de todos los miembros del grupo (excepto del guitarrista original Gustavo "Stuka" Fossá) y de varios referentes del rock argentino, entre ellos Gustavo Cerati, Flavio Cianciarulo y Sissi Hansen.